# Marcello Ziliani
Marcello Ziliani (Brescia, 20 febbraio 1963) è un architetto, designer e blogger italiano.

## Biografia
Laureato in architettura presso il Politecnico di Milano con Achille Castiglioni come relatore,
dopo 3 anni di esperienza in Francia rientra in Italia nel 1992 e si dedica prevalentemente al design sviluppando progetti per i settori dell'arredamento, del complemento, dell'illuminazione, del bagno, dell'ufficio, dell'oggettistica e della prima infanzia, occupandosi inoltre di allestimenti, scenografie teatrali, art-direction, design coordination, grafica e comunicazione. Tra i riconoscimenti ha ricevuto un Good Design Award, cinque selezioni al Compasso d'oro e due Adi Design Index.
È stato socio fondatore e presidente dell'associazione culturale "ABC - Incontri sul progetto” dal 1993 al 1997, tra i cui soci vi erano Antonio Barrese, Paolo Deganello, Paolo Lomazzi, Cristina Morozzi e Vanni Pasca.
Nel 1996 è membro della giuria del concorso “Giovane design italiano” promosso da IKEA.
Dal 1997 al 1999 è art director di Salviati.
Dal 2000 al 2002 è art director di Zago - Tech Chairs.
Dal 2008 al 2011 è, assieme a Bruno Rainaldi, art director di Casprini.
Dal 2011 insegna design di prodotto Corso di Laurea in Disegno Industriale dell'Università degli Studi della Repubblica di San Marino.
Ha firmato progetti per Allibert, BBB, Bertocci, Calligaris, Casprini, Ciacci, Ciatti, Crassevig, Domitalia, Donati, Ethimo, Flex, Flou, Flos, Fontana Arte,  Frascio, Geuther, Inglesina, Infiniti, ISA,  Krios, Krover,  Lanzini, Magis, Modo e Modo, Norda, Olympia, Opinion Ciatti, Pali, Parri, Pedrali, Pinti Inox, Progetti, Rapsel, Roche Bobois, Scab Design, Sintesi, Techimpex, Vanini, Views International, Visentin, Wever & Ducrè, Zago.